# 望谟河
望谟河，位于中国贵州省望谟县境内，是北盘江左岸支流，发源于望谟县打易镇东北，向南流经新屯镇和望谟县城复兴镇，于油迈瑶族乡三滩注入北盘江。河长74千米，平均比降14.2‰，流域面积558平方千米。